# Daphne de Luxe

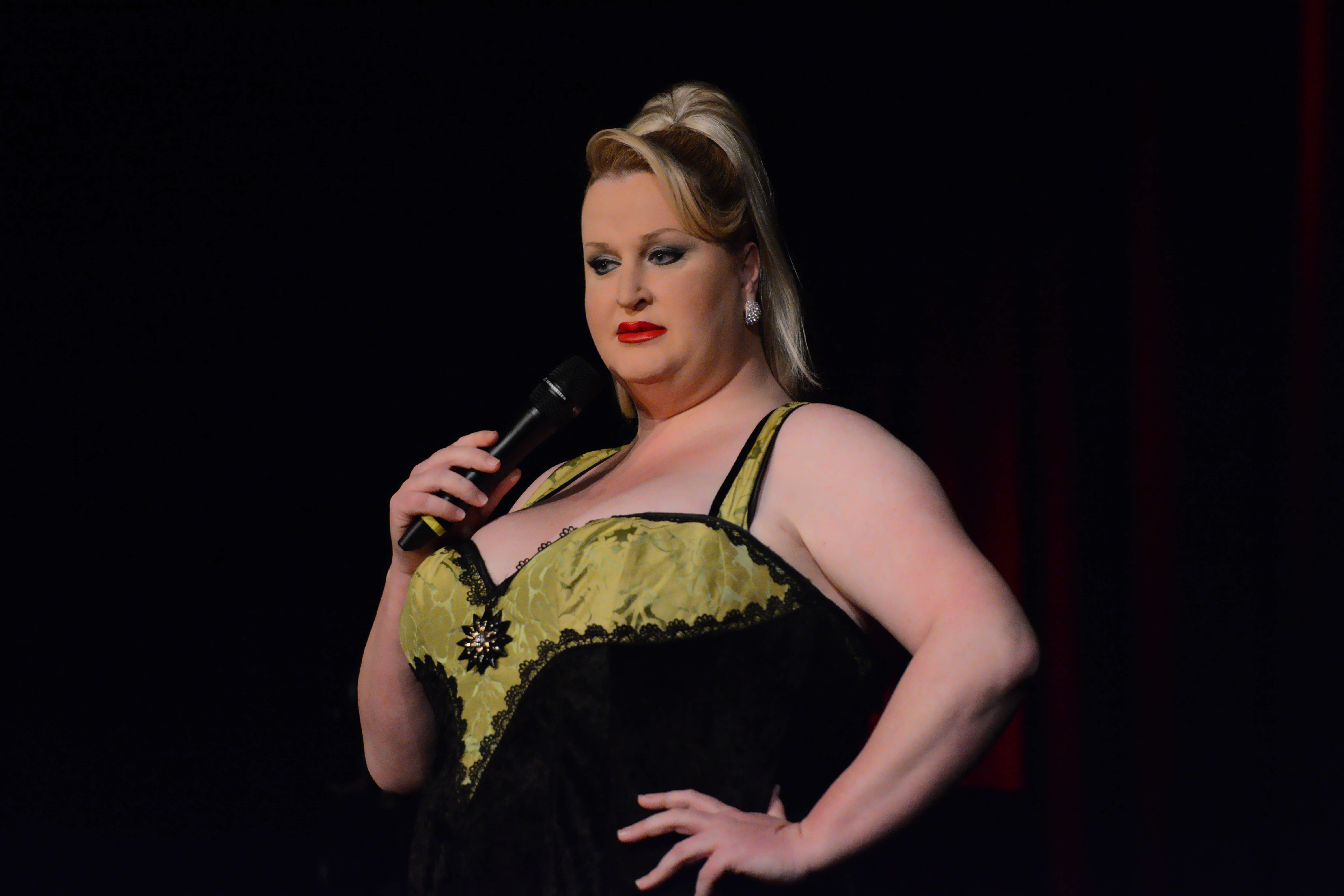
Daphne de Luxe (2013)

Daphne de Luxe (* März 1971 in Kronach), bürgerlich Daphne Haderlein, ist eine deutsche Stand-up-Comedienne.

## Kindheit und Ausbildung
Daphne Haderlein wurde im fränkischen Kronach geboren. In der Schule entdeckte sie ihr komödiantisches und schauspielerisches Talent. Sie war Klassensprecherin. Nach dem Abschluss der Mittleren Reife erlernte Haderlein den Beruf der staatlich geprüften Fremdsprachenkorrespondentin in Englisch, Französisch und Spanisch.

## Karriere
Seit Dezember 1991 steht sie hauptberuflich im In- und Ausland auf der Bühne.
Im Juli 2009 belegte Daphne de Luxe in der Finalshow des NDR-Comedy-Contests den 2. Platz.
2010 gewann sie den Publikumspreis „Stockstädter Römerhelm“.
2011 trat Daphne de Luxe in der Sommershow des NDR-Comedy-Contests auf und gewann den Fränkischen Kabarettpreis.
2012 war sie in der Fastnachtssendung des Bayerischen Rundfunks Die Närrische Weinprobe zu sehen. 2013 gewann sie mehrere Comedy- und Kleinkunstpreise: den Stuttgarter „Comedy Clash“, den Kelkheimer Comedypreis „Thron der Nachtrevue“ und den Dattelner Kleinkunstpreis „Das Dattelner Nachtschnittchen“. Außerdem stand sie im Finale von Tegtmeiers Erben und trat im Comedy Tower (hr) auf. Seit 2014 ist Daphne de Luxe in den Fastnachtssendungen des hr-Fernsehens zu sehen und nahm an der Kabarettbundesliga 2014/2015 teil, sie gewann die „Everswinkeler Comedy Kanone 2014“ und trat im September 2014 das erste Mal bei der Ladies Night im WDR auf. 2015 gewann sie die Bronzemedaille bei der Kabarettbundesliga. 2016 war sie in der Ladies Night zu sehen, trat erstmals im Quatsch Comedy Club in Berlin auf, war für den Oldcomer-Award „Der alte Hut“ nominiert und gewann die „St. Ingberter Pfanne“ (Jugendjury).
Neben ihren Soloprogrammen tourt sie außerdem mit der Schmidt Show on Tour oder als Gast von Gerburg Jahnke bei Frau Jahnke hat eingeladen. 2017 war sie das erste Mal bei Alfons und Gäste (SR) zu Gast, und das fünfte Programm Geduldsproben – Von Schwiegermüttern und anderen Plagen feierte Premiere. 2018 trat sie erneut in der Ladies Night auf und übernahm ab 2019 abwechselnd mit ihren Kolleginnen Lisa Feller und Meltem Kaptan die Moderation.
Seit 2018 ist sie Gastgeberin der Sisters of Comedy – Nachgelacht-Show in Hannover.

## Soloprogramme

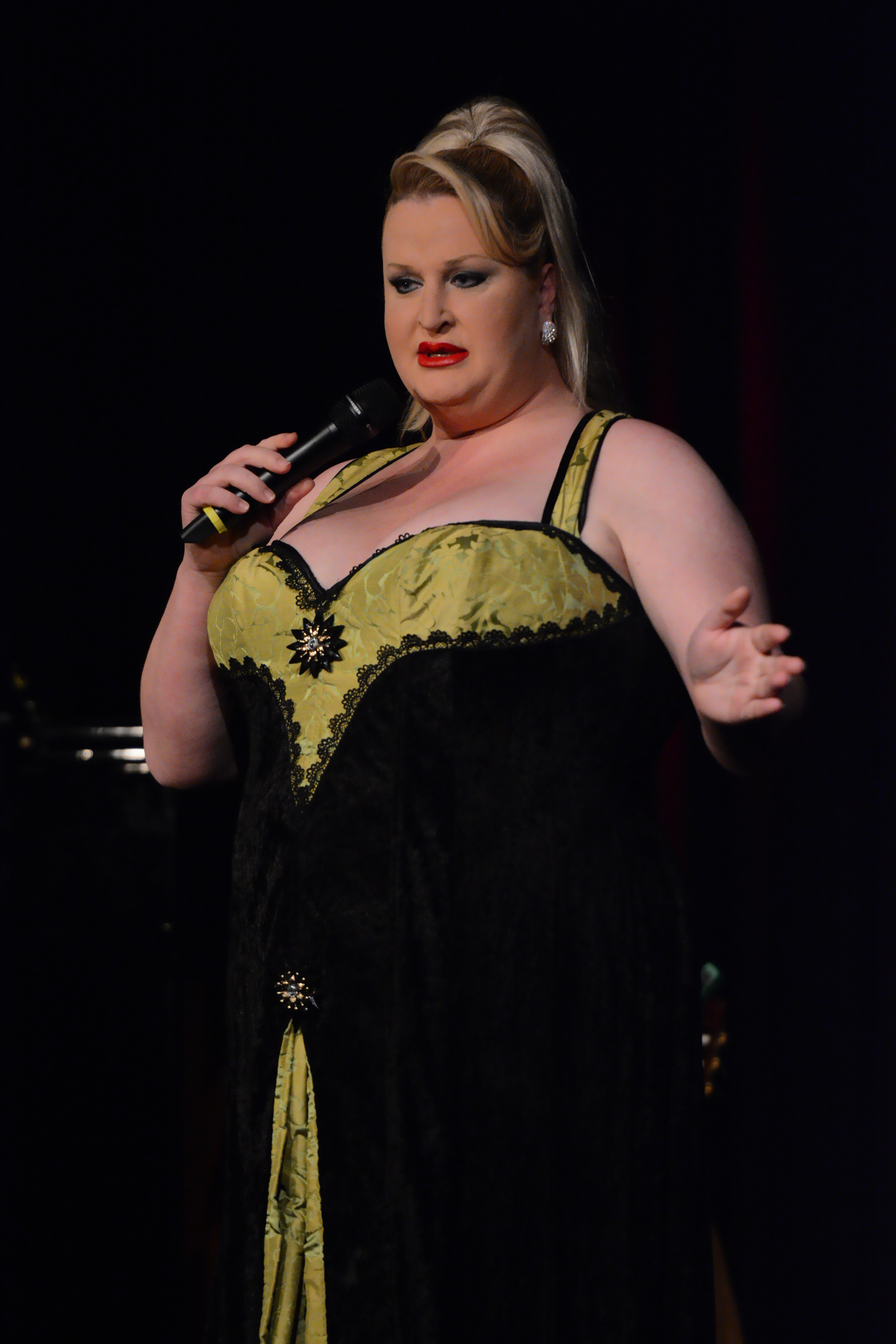
Daphne de Luxe auf der Bühne

Daphne de Luxe tourt 2019 parallel mit fünf verschiedenen Programmen:
- Comedy in Hülle und Fülle
- Das pralle Leben
- Extraportion
- Artgerecht – Ein tierisch menschliches Programm
- Geduldsproben – Von Schwiegermüttern und anderen Plagen

## Auszeichnungen
- 2010 Stockstädter Römerhelm
- 2011 Fränkischer Kabarettpreis
- 2013 Stuttgarter Comedy Clash[3]
- 2013 Dattelner Nachtschnittchen
- 2013 Thron der Nachtrevue
- 2014 Everswinkeler Comedy Kanone
- 2015 Bronze bei der Kabarettbundesliga Saison 2014/2015
- 2016 St. Ingberter Pfanne – Sonderpreis des Kultusministers